# Keratoconjunctivitis epidemica

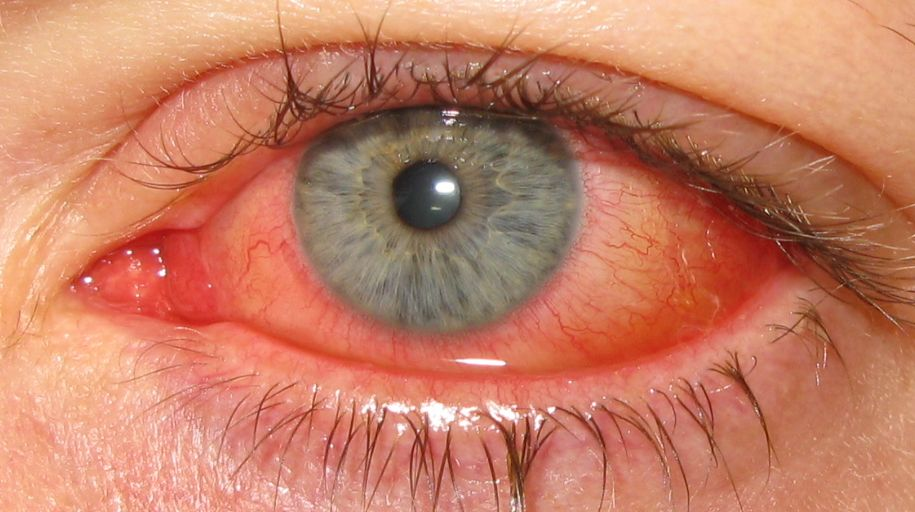
Keratoconjunctivitis epidemica

Die Keratoconjunctivitis epidemica (medizinischer Kurzjargon: Epidemica oder KCE) ist eine Viruserkrankung der Binde- und Hornhaut des Auges. Aufgrund der starken Kontagiosität (Übertragbarkeit) und der geringen Therapiemöglichkeiten wird die Erkrankung volkstümlich auch oft Augengrippe genannt.

## Erreger
Erreger sind in der Regel humanpathogene Adenoviren, und zwar von der Spezies Humanes Mastadenovirus D die Serotypen 8, 19 (nur der Subtyp 19a, 19p verursacht hämorrhagische Cystitis) und 37. Diese zeichnen sich durch besondere Widerstandsfähigkeit und langanhaltende Infektiosität außerhalb des Wirtskörpers aus.

## Infektionsweg
Es handelt sich um eine hochinfektiöse Schmierinfektion, die über Handtücher, Türgriffe (vor allem in Schwimmbädern) usw. übertragen werden kann. Daher stehen Maßnahmen zur Prävention oder Verhinderung der Infektionsausbreitung im Vordergrund. Hygienemaßnahmen (etwa Händedesinfektion) sind wichtig. Da bis zum 14. Tag nach Krankheitsbeginn am zweiten Auge Infektiosität besteht, ist eine Isolierung Betroffener durch zusätzliche Krankschreibung für etwa 14 Tage sinnvoll.

## Krankheitsverlauf
Die Inkubationszeit der Erkrankung beträgt acht bis neun Tage. Typisch ist ein plötzlicher einseitiger Krankheitsbeginn mit massivem Tränenlaufen, Rötung der Bindehaut, Brennen, Fremdkörpergefühl, Schwellung des Oberlides und der Nickhaut (Plica semilunaris) sowie teilweise schmerzhafter Schwellung eines Lymphknotens (Lymphadenopathie) direkt vor dem Ohr oder am Unterkiefer. In der Regel kommt es nach wenigen Tagen zu einer (milderen) Beteiligung des zweiten Auges.
Als Spätfolgen entstehen bei 25 % der Erkrankten Nummuli, charakteristische Hornhauttrübungen, die das Sehen langfristig beeinträchtigen können. Auch ein Versagen der Hornhaut-Epithel-bildenden Stammzellen des Limbus und das Auftreten eines Keratokonus wird mit einer durchgemachten Keratoconjunctivitis epidemica korreliert.

## Diagnose
Die Diagnosestellung erfolgt in der Regel durch den Augenarzt aufgrund des klinischen Krankheitsbildes. Der Nachweis erfolgt bei epidemischen Ausbrüchen durch Amplifikation und Sequenzierung der Proben. Es werden vor allem die Hexon- und die Fiber-Komponente sequenziert. In manchen Fällen ist es sinnvoll, das ganze Genom zu sequenzieren.

## Therapie
Der natürliche Verlauf der Erkrankung ist selbstbegrenzend. Es gibt keine ursächliche Therapie. Antivirale Medikamente zeigen wenig Erfolg, symptomatisch können Tränenersatzmittel als Augentropfen in der Akutphase der Erkrankung sinnvoll sein. Im Juli 2017 hat das Committee for Medicinal Products for Human Use (CHMP) der Europäischen Arzneimittel-Agentur (EMA) die Zulassung von Ciclosporin für die Behandlung der Keratoconjunctivitis empfohlen.
Eine mögliche Behandlungsmethode ist die lokale Applikation von Povidon-Iod in Tropfen- oder Gelform. In einer kleinen klinischen Studie zeigte sich eine geringe Reduktion der Krankheitsdauer sowie eine etwas reduzierte Nummulihäufigkeit. Auch eine operative Abtragung der Trübungen durch einen Excimerlaser (phototherapeutische Keratektomie, PTK) kann helfen.

## Meldepflicht
Nach dem Bundesrecht Deutschlands besteht eine namentliche Meldepflicht nach § 7 des Infektionsschutzgesetzes (InfSG) beim direkten Nachweis des Erregers Adenoviren im Augenabstrich für Labore usw. (§ 8 InfSG). Nach dem Recht Sachsen-Anhalts ist zudem der Verdacht auf und die Erkrankung an Keratoconjunctivitis epidemica namentlich meldepflichtig. Nach dem Recht Thüringens löst auch die Erkrankung und der Tod an Keratoconjunctivitis epidemica eine namentliche Meldepflicht aus.